# Grande Uncino

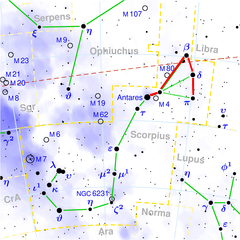
L'asterismo del Grande Uncino, segnato in rosso.

L'asterismo del Grande Uncino è formato da un gruppo di stelle luminose facenti parte della costellazione dello Scorpione. Coincide in sostanza con l'Associazione di Antares (Cr 302).

## Osservazione
L'asterismo si trova a cavallo dell'eclittica, o poco a sud di essa, e lo si può osservare da tutte le regioni della Terra a sud del circolo polare artico; nell'emisfero boreale è visibile soprattutto nei mesi estivi, mentre a sud dell'equatore si mostra per diversi mesi all'anno, in particolare durante l'inverno australe, dove appare come una figura tipica dei cieli invernali.
In Europa non si è mai considerato come asterismo a forma di uncino, essendo sempre stato conosciuto come la testa dello Scorpione; il suo nome infatti deriva dalla tradizione Polinesiana, dove si riconosceva un uncino nel gruppo di stelle formato dalla rossa stella Antares e dall'arco di stelle azzurre visibili ad ovest, ossia le stelle β Scorpii, δ Scorpii e π Scorpii.